# 福井日産自動車
福井日産自動車株式会社（ふくいにっさんじどうしゃ）とは、福井県福井市に本社を置く、日産自動車の販売会社である。

## 沿革
- 1938年（昭和13年）- 株式会社西野商店自動車部より独立し、北陸日産自動車が発足（資本金15万円）。
- 1946年（昭和21年）- 北陸日産自動車が福井日産自動車販売株式会社に商号変更。ブルーバードの販売を主力とした。
- 1970年（昭和45年）- 日産チェリー福井販売株式会社が資本金3,000万円で発足。
- 1988年（昭和63年）1月 - 日産自動車の直営店であった福井日産モーター株式会社から営業譲渡を受け、同商号を継承。新たにセドリック、シーマを取扱車種に加えた。
- 2000年（平成12年）4月 - 福井日産自動車販売と福井日産モーターが合併し、統合。

## 福井県内の他日産車販売店
- 日産プリンス福井販売

## 事業所
- 本店 - 福井市下荒井町21-3
- 大和田店 - 福井市大和田町11-1
- 坂井店 - 坂井市坂井町上兵庫41-1-1
- 大野店 - 大野市中野67-2-2
- 武生店 - 越前市家久町64字3-3
- 敦賀店 - 敦賀市木崎24-21
- 法人営業部 - 福井市下荒井町21-3
- くるまの広場 - 福井市下荒井町21-3
- 開発CARPORT店 - 福井市西開発4-508